# 警固断層

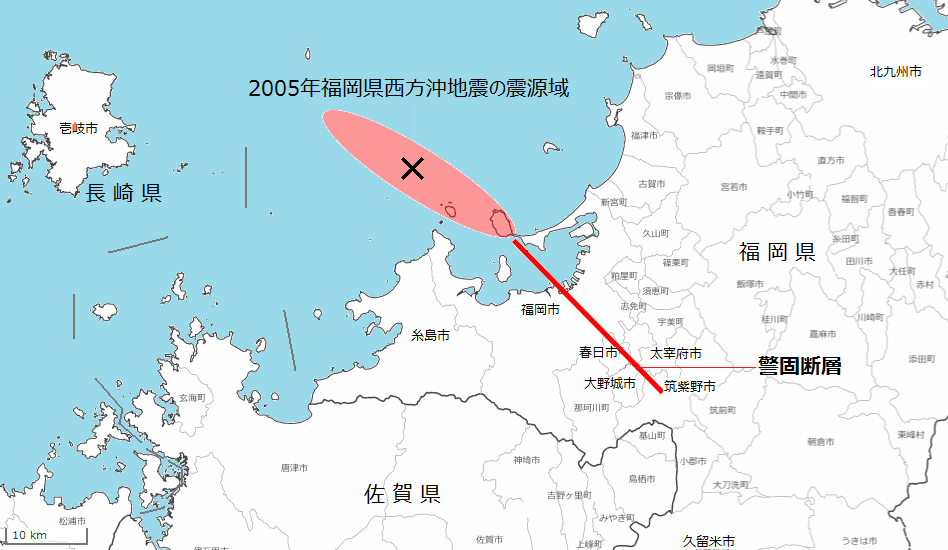
警固断層帯の位置図。赤色の細い線が警固断層（警固断層帯南東部）。ピンク色の楕円の領域が仮称・福岡県北西沖の断層（警固断層帯北西部、2005年福岡県西方沖地震の震源域）。

警固断層（けごだんそう）は、福岡県北西部の博多湾から福岡市中心部を経て筑紫野市に至る、長さ約27kmの活断層。なお、北西の延長線上の海底下には、2005年の福岡県西方沖地震の起震断層である約25kmの活断層（仮称・福岡県北西沖の断層）がある。両断層をつなぐと延長約55kmとなり、併せて「警固断層帯」（けごだんそうたい）と呼ぶ。名前は福岡市の地名「警固」に由来。
地震調査委員会の報告（2007年）によれば、警固断層の最新の活動時期は約3,400年 - 4,300年前、活動間隔は約3,100年 - 5,500年、毎回の地震の規模はマグニチュード7.2程度。地震が発生した場合、地震調査委員会（2008年）によれば福岡平野の広範囲で震度6強の激しい揺れになると推定され、福岡県の被害想定（2012年）では死者約1,200人、建物全壊約1万8千棟と試算されている。

## 諸元

### 発見と調査史
警固断層の存在が確認されたのは1970年代末で、福岡都市圏の地盤図作成のために調査を行った九州大学と地質コンサルタント会社らのチームにより発見され、1981年に命名された。
阪神・淡路大震災後の1996年に福岡県が行った調査では、前回活動は約17,000年前 - 3,000年前と推定された。このほか、前回の活動は約16,000年前から10,000年前で、活動の間隔は約16,000年、平均変位速度は千年当たり0.1mで活動度はB級とする推定もあった。
2005年に福岡県西方沖地震が発生すると、当時、警固断層の分布は陸域のみと考えられていたことや、警固断層の延長線上に余震が分布したことから、地震と断層との関連性がにわかに注目された。地震後には複数の調査が行われ、従来知られていたものより活動間隔が短いことなどが判明し、それらの結果を基に2007年に地震調査委員会が評価を行った。

### 警固断層
断層帯南東部の警固断層は、延長約27km。北西端は北緯33度39分 東経130度19分 / 北緯33.650度 東経130.317度（地震調査委員会による）で志賀島南東沖約1kmの海底付近。ここから博多湾を隔てた対岸の福岡市中央区に至るまで約8kmの区間では、音波探査により特定された断層が断続的に続いており、区間の中央付近では2006年の採掘（ピストンコアリング）により活断層の存在が確認されている。
陸上では、トレンチ調査により特定されている断層の北西端が中央区舞鶴で、そこから南東方向に断層が連続していると考えられる。中央区薬院でも2001年のボーリングとトレンチ調査により活断層の位置が特定されている。薬院駅付近から大橋駅付近までは西鉄天神大牟田線と並走し、ここで南区に入る。那珂川を横断してから航空自衛隊春日基地付近までは県道31号と並走し、ここで春日市に入る。
次に断層位置が特定されているのは大野城市上大利で、造成により断層露頭が確認できるほか、2007年のトレンチ調査により位置が特定されている。都市圏活断層図によればこの付近では、500m東方、そのさらに1km東方にもいずれも左横ずれの断層が発見されており、3列が平行に並んでいる。東側の2列は7世紀半ばに築かれた水城跡の両端にあるが、水城跡に変位が見られないことから、少なくとも7世紀半ば以降は断層が活動していないと見られる。
また、約2km南東の太宰府市大佐野でも1996年のボーリングとトレンチ調査により活断層の位置が特定されている。南東端は北緯33度28分 東経130度32分 / 北緯33.467度 東経130.533度（地震調査委員会による）で、筑紫野市諸田の西鉄天神大牟田線桜台駅南方付近。
断層面の深さは最深で約15km、走向は真北から西に50度のほぼ北西-南東方向、ほぼ直線に伸び、左横ずれ断層だが、南西側隆起の成分もあると考えられる。

### 福岡県北西沖の断層
断層帯北東部の断層は、延長約25km。北西端は北緯33度48分 東経130度05分 / 北緯33.800度 東経130.083度（地震調査委員会による）で、小呂島の南南東沖約8km、壱岐の東方約30kmの玄界灘海底付近。南東端は北緯33度40分 東経130度18分 / 北緯33.667度 東経130.300度（地震調査委員会による）で、志賀島南部付近。断層の分布は2005年の福岡県西方沖地震の余震の分布から推定されており、玄界島の北方1-2kmを通過していると考えられる。
断層面の深さは最深で約15km、走向は真北から西に60度で、ほぼ直線だが、北西端付近と南東端付近はやや時計回りに屈曲している。左横ずれ断層。

### 近隣の断層との関係
警固断層帯北西部の約5km北側の玄界灘には、志賀島沖断層がある。走向は北北西でほぼ平行、変位も同じ左横ずれで、別の断層と判断されてはいるものの、関連性について議論がある。
このほか福岡県北西部には、警固断層とほぼ平行の北西-南東に走行を持つ活断層が複数存在する。警固断層の約15km東側には宇美断層、約40km東側には西山断層（西山断層帯）、また約15km南側には日向峠-小笠木峠断層帯がある。
また、警固断層帯北西部の北西延長線上、壱岐北西沖の海底には、同じく北西-南東に走行を持つ断層群が存在する。この断層は、旧原子力安全委員会により、玄海原子力発電所のアセスメントの一環として検討が行われている。これによると、断層群の走行が一定ではないため連続性が乏しいこと、警固断層帯北西部の北西端には断層の端部に特徴的なスプレー（分岐）構造がみられることなどから、警固断層帯と壱岐北西沖の断層群は連続しないと結論付けている。

## 活動の傾向

### 過去の活動
地震調査委員会の報告（2007年）によれば、断層帯南東部の警固断層では、少なくとも2回にわたる活動が確認されている。最も新しいものは約3,400年 - 4,300年前、次に新しいのは約7,400年 - 8,900年前。この2つの平均から、活動間隔は約3,100年 - 5,500年と推定されている。地震1回あたりのずれの量は断層の長さから2m程度と推定されているが、平均変位速度は分かっていない。
一方、断層帯北西部では、2005年の福岡県西方沖地震が最新の活動であることが確認されているが、それ以前の活動は不明で、活動間隔も分かっていない。地震1回あたりのずれの量は、2005年の地震の際の観測に基づいた断層破壊過程の解析結果から2m程度と推定されているが、平均変位速度は分かっていない。

### 推定される次の活動と被害
地震調査委員会の報告（2007年）によれば、断層帯南東部の警固断層と断層帯北西部は、過去の活動時期が異なることから、今後も2区間に分かれて活動すると考えられる。
大地震が発生した場合、断層帯南東部の警固断層では、断層の長さに基づいて、ずれ2m程度（左横ずれ）、規模はマグニチュード7.2程度と推定されている。確率評価としては、今後30年以内に0.3 - 6%（2007年時点）、今後100年以内では0.9 - 20%（2007年時点）という値が示されている。この値は、日本国内の活断層の中では「地震発生の可能性が高いグループ」に属する。ただし留意点として、2005年の地震活動による応力変化などが南東部の警固断層の活動を促進するという調査結果も報告されており、この値よりも高くなっている可能性があるとしている。
一方、断層帯北西部では、2005年の地震と同程度の、ずれ2m程度（左横ずれ）、マグニチュード7.0程度と推定されている。2005年に地震が発生しているため近い将来に大地震が発生する可能性は低く、確率評価としては、近い将来（今後30年、100年）でほぼ0%（2007年時点）という値が示されている。
なお、現時点では確率が低いものの、遠い将来においては2区間が同時に活動する可能性を否定できず、その場合はマグニチュード7.7程度になると推定される。
南東部の警固断層については、2008年に地震調査委員会が地震動評価を発表している。これによれば、予測モデルによっては最大で震度7に達し、福岡市を中心とする低平地の広い範囲や久留米市付近で震度6強、筑紫平野の広い範囲で震度5強以上となると推定されている。

## 対策
福岡市は独自の施策として、警固断層周辺の地域で、高さ20m以上の建物を新築または全面改築する場合、耐震基準における地域係数を建設省告示の0.8（福岡県）から1.0に引き上げることを求める条例を2008年10月から施行している。ただし、義務化すると市の補助金が必要となり多大なコストが掛かると考えられたことから、あくまで努力義務に留めている。2015年1月までの約6年間、対象となった177棟のうち条例に従ったのは53棟（約3割）である。

## 関連文献
- 鬼木史子「福岡市域の警固断層の詳細位置と地下形態」『活断層研究』第1996巻第15号、日本活断層学会、1996年、37-47頁、doi:10.11462/afr1985.1996.15_37。